# Baarn
Baarn és una població del nord de la província d'Utrecht, als Països Baixos. Situada 30 km als sud-est d'Amsterdam el 2003 té 24.260 habitants repartits per una superfície de 33,01 km² (dels quals 0,47 corresponents a aigua).
El palau reial de Soestdijk està situat en el municipi de Baarn (tot i que el seu nom prové del proper poble de Soest). La Reina Beatriu hi nasqué el 31 de gener de 1938.

## Nuclis de població
- Eembrugge
- Lage Vuursche
- Soestdijk

## Ajuntament
El consistori municipal consta de 19 membres, format des del 2006 per:
- VVD, 5 regidors
- PvdA, 5 regidors
- CDA, 4 regidors
- GroenLinks, 1 regidor
- Baarnse Onafh. Partij, 1 regidor
- ChristenUnie/SGP, 1 regidor
- Hart voor Baarn, 1 regidor
- Lijst Tinus Snyders, 1 regidor

## Personatges il·lustres
- M. C. Escher hi visqué entre 1941 i 1970.
- Fanny Blankers-Koen

## Agermanaments
- Klášterec nad Ohří